# ZyIMAGE
ZyIMAGE – oprogramowanie do przetwarzania dokumentów dla systemu Windows, opracowane przez firmę ZyLAB Technologies z Vienna, Wirginia, które oferuje narzędzia do gromadzenia i indeksowania plików procesorów tekstów, baz danych dBASE, arkuszy kalkulacyjnych i grafik w formacie TIFF. ZyIMAGE zawiera też ZyINDEX.